# Landkreis Altötting
Landkreis Altötting ligger i  det bayeriske Regierungsbezirk Oberbayern. Nabokreise er mod nord er Landkreis Rottal-Inn i Regierungsbezirk Niederbayern, mod øst ligger  Bezirk Braunau am Inn i Oberösterreich, mod syd ligger Landkreis Traunstein og mod vest Landkreis Mühldorf am Inn.

## Geografi
Landkreis Altötting kan inddeles i tre forskellige landskaber: I nord, ovenfor Inn-dalen ligger det tertiære Isar-Inn-bakkeland. Dertil slutter sig Inn-dalen med en gennemsnitlig bredde på 10 km. I syd hæver landet sig gennem   nogle  morænebakker til begyndelsen af Bayerisches Alpenvorland.

## Byer og kommuner
Kreisen havde 111210  indbyggere pr.  2018-12-31

| Byer 1. Altötting (12969) 2. Burghausen (18701) 3. Neuötting (8932) 4. Töging a.Inn (9291) Købstæder: 1. Marktl (2765) 2. Tüßling (3300) Verwaltungsgemeinschafte 1. Emmerting (Gemeinden Emmerting und Mehring) 2. Kirchweidach (Gemeinden Feichten a.d.Alz, Halsbach, Kirchweidach und Tyrlaching) 3. Marktl (Markt Marktl und Gemeinde Stammham) 4. Reischach (Gemeinden Erlbach, Perach und Reischach) 5. Unterneukirchen (Gemeinden Kastl und Unterneukirchen) | Kommuner: 1. Burgkirchen a.d.Alz (10460) 2. Emmerting (4158) 3. Erlbach (1153) 4. Feichten a.d.Alz (1212) 5. Garching a.d.Alz (8642) 6. Haiming (2493) 7. Halsbach (961) 8. Kastl (2777) 9. Kirchweidach (2629) 10. Mehring (2505) 11. Perach (1276) 12. Pleiskirchen (2454) 13. Reischach (2604) 14. Stammham (1052) 15. Teising (1870) 16. Tyrlaching (1006) 17. Unterneukirchen (3199) 18. Winhöring (4801) |

## Weblinks
- Wikimedia Commons har flere filer relateret til Landkreis Altötting
- Om våbenskjoldet (Webside ikke længere tilgængelig)